# Hennadij Altman
Hennadij Semenowycz Altman, ukr. Геннадій Семенович Альтман (ur. 22 maja 1979 w Odessie) – ukraiński piłkarz pochodzenia żydowskiego, grający na pozycji bramkarza, trener piłkarski. Syn Semena Altmana.

## Kariera piłkarska

### Kariera klubowa
Wychowanek SDJuSzOR Czornomoreć Odessa. Jego kariera zawodowa była związana z karierą trenerską ojca. W 1997 rozpoczął występy w zespole Dynamo Odessa. Potem przenosił się do klubów, które były trenowane przez ojca (Zimbru Kiszyniów, Metałurh Donieck). W 2002 Altman wraz z ojcem przeniósł się do Czornomorca Odessa, z którym był związany przez 5 lat. Na początku 2007 Altman przeszedł do Hakoah Amidar Ramat Gan. W mediach informowano, że Altman opuścił Ukrainę ze względu na antysemickie zachowania kibiców Czornomorca. Altman zagrał jeden mecz w Toto Cup przed swoim zwolnieniem. Latem 2007 wraz z ojcem przeniósł się do Illicziwca Mariupol. Zakończył karierę w FK Ołeksandrija.

## Kariera trenerska
Od stycznia 2011 jest trenerem bramkarzy w Tawrii Symferopol, do której latem dołączył jego ojciec w charakterze głównego trenera.

### Sukcesy klubowe
- mistrz Mołdawii: 1999
- brązowy medalista Mistrzostw Ukrainy: 2006